# Geknikt bodemwevertje
Het geknikte bodemwevertje (Anguliphantes angulipalpis) is een spinnensoort in de taxonomische indeling van de hangmatspinnen (Linyphiidae).
Het wevertje is een kleine spin. Zijn lichaam is tweeledig. Het dier behoort tot het geslacht Anguliphantes. De wetenschappelijke naam van de soort werd voor het eerst geldig gepubliceerd in 1851 door Johan Peter Westring.
De spin komt voor in Scandinavië. 